# 56038 Jackmapanje
56038 Jackmapanje è un asteroide della fascia principale. Scoperto nel 1998, presenta un'orbita caratterizzata da un semiasse maggiore pari a 2,5405562 au e da un'eccentricità di 0,1997143, inclinata di 4,23353° rispetto all'eclittica.